# L'ultima canzone (film 1942)
L'ultima canzone (Az utolsó dal) è un film del 1942 diretto da Frigyes Bán.

## Produzione
Il film fu prodotto dalla Hunnia Filmstúdió.

## Distribuzione
In Austria, venne distribuito in una versione in originale con sottotitoli dalla Star-Film Wirtschafter & Co.